# Schönegg
Schönegg är en ort och tidigare kommun i Österrike. Den ligger i distriktet Urfahr-Umgebung i förbundslandet Oberösterreich, 180 kilometer väster om huvudstaden Wien. Tidigare var Schönegg en egen kommun som tillhörde distriktet Rohrbach. Den 1 januari 2018 inkorporerades kommunen i Vorderweißenbach och bytte därmed distrikt.
Kommunen bestod av fem orter (Ortschaften) (inom parentes invånarantal 1 januari 2024):
- Guglwald (105)
- Köckendorf (55)
- Mühlholz (37)
- Piberschlag (373)
- Schönegg (48)